# Song Mandeng
Song Mandeng est un village de la région du Centre du Cameroun. Il est localisé dans l'arrondissement (commune) de Messondo. On y accède par la piste rurale qui lie Mouanda à Bilagal.

## Population et société
En 1962, la population de Song Mandeng était de 291 habitants. Song Mandeng comptait 130 habitants lors du dernier recensement de 2005. La population est constituée pour l’essentiel de Bassa.